# Båraryds kyrka
Båraryds kyrka är en kyrka i Gislaveds församling i Växjö stift. Kyrkan är församlingens största kyrka.

## Kyrkobyggnaden
Den tidigare kyrkan uppfördes troligen under 1200-talet i form av stenbyggnad bestående av långhus och kor. Det är emellertid inte otroligt att denna kyrka haft en föregångare, kanske en mindre träkyrka. När medeltidskyrkan revs fann man en bjälke med årtalet 1107 inhugget. Under århundradens lopp blev kyrkan föremål för om och tillbyggnader. 1776 skedde en ombyggnad som utökade kyrkan till dubbel storlek. Enligt en teckning bestod kyrkan förutom av långhuset av ett större rakslutande kor, sakristia och ett vapenhus. Eftersom kyrkan saknade torn hade klockorna sin plats i en klockstapel. 1691 uppfördes en ny fristående stapel liknande ett klocktorn med pyramidformad huv.
Nuvarande kyrka uppfördes 1880-1882 i nationalromantisk stil med nyromanska inslag efter ritningar av arkitekt Albert Törnqvist. Invigningen förrättades 1882 av biskop Johan Andersson. Kyrkan, som byggdes i sten, spritputsad och vitkalkad, består av ett rektangulärt långhus med en avslutande korvägg och en bakomliggande femsidig sakristia. Tornet är försett med dubbla romanskt inspirerade ljudöppningar samt en sluten  lanternin med en hög spira krönt av ett kors. 1927 försågs kyrktornet med ett tornur. Interiören, som präglas av ljus och rymd, är av salkyrkotyp och försedd med trätunnvalv. 1968 genomfördes en omfattande renovering under ledning av arkitekt Per Rudenstam, Jönköping.

## Inventarier
- Många medeltida föremål från gamla kyrkan är förstörda. Gamla predikstolen är ett av dessa.
- En dopfunt i sandsten daterad till 1200-talet är bevarad från föregående kyrka. Tillhörande dopfat av mässing är från 1946.
- Altartavlan är målad av Ingeborg Westfelt-Eggertz och skildrar Jesu nedtagande från korset. Tavlan omramas av en altaruppställning bestående av pilastrar som bär upp ett trekantigt överstycke.
- Altarringen är halvcirkelformad med odekorerade speglar.
- Predikstolen med ljudtak från kyrkans byggnadstid har en femsidig korg med förgylld dekor i speglarna.
- Öppen bänkinredning.
- Orgelläktare med utsvängt mittstycke.

## Orglar
- Läktarorgeln med 16 stämmor är byggd 1882 av orgelbyggare Carl Elfström, Ljungby. Fasaden är utförd i nygotik. Orgeln är mekanisk och renoverades 1982 av Västbo Orgelbyggeri, Långaryd.

| Huvudverk I    | Svällverk II        | Pedal          | Koppel |
| Borduna 16’    | Flûte Harmonique 8’ | Subbas 16’     | I/P    |
| Principal 8’   | Vox Retusa 8'       | Violoncell 8 ’ | II/I   |
| Gemshorn 8’    | Salicional 8'       | Basun 16'      | I 4'/I |
| Rörflöjt 8’    | Gamba 8             |                |        |
| Fugara 8'      | Crescendosvällare   |                |        |
| Octava 4'      |                     |                |        |
| Octava 2'      |                     |                |        |
| Cornett 4 chor |                     |                |        |
| Trumpet 8'     |                     |                |        |

- Kororgel med 6 stämmor byggdes år 2000.

### Webbkällor
- ”Båraryds kyrka”. Svenska kyrkan. Arkiverad från originalet den 18 april 2013. https://archive.is/20130418162443/http://www.svenskakyrkan.se/default.aspx?id=760662. Läst 6 augusti 2011.
- Båraryds kyrka
- Gislaveds pastorat.Orglar
- Historiska museet: Medeltidens bildvärld 910621F4      Dopfunt